# The House That Jack Built

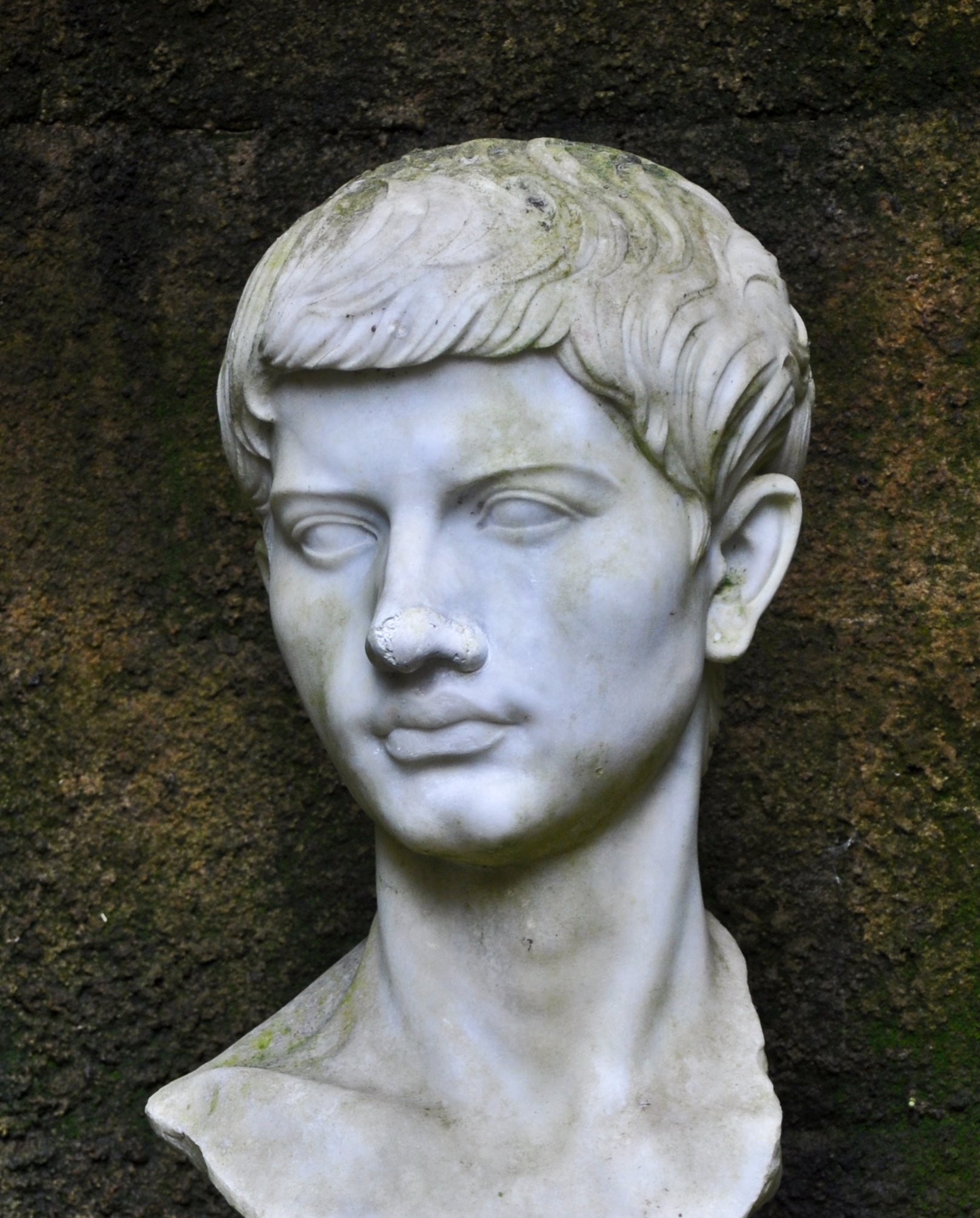
Den romerske poeten Vergilius förekommer i filmen som Verge, i en allusion till Dantes Inferno.

The House That Jack Built är en dansk-svensk-tysk-fransk engelskspråkig drama/konst/psykologisk skräckfilm från 2018 i regi av Lars von Trier.

## Handling
Arkitekten Jack utvecklas till en seriemördare under en 12-årsperiod i 1970- och 1980-talets Washington.
Han betraktar varje mord som ett konstverk och i jakten på att skapa det perfekta konstverket tar han allt större risker, och närmar sig samtidigt det alltmer ofrånkomliga polisingripandet.

## Rollista
- Matt Dillon – Jack
  - Emil Tholstrup – Jack som ung
- Bruno Ganz – Verge
- Uma Thurman – kvinna 1
- Siobhan Fallon Hogan – Claire Miller, kvinna 2
- Sofie Gråbøl – kvinna 3
- Riley Keough – Jacqueline/"Simple"
- Jeremy Davies – Al